# Cristatusaurus
Cristatusaurus (лат.) — род тероподных динозавров из семейства спинозаврид (Spinosauridae), живших на территории современного Нигера во времена раннемеловой эпохи (аптский век).
Остатки Cristatusaurus были обнаружены палеонтологом Филиппом Таке в местности Гадуфауа в пустыне Тенере, Нигер в 1973 году. Формально описаны Филиппом Таке и Дейлом Расселом в 1998 году.
Родовое название составлено из двух слов: лат. cristatus — «гребнистый» и др.-греч. σαυρος — «ящер, ящерица»; видовое название дано в честь Альбера-Феликса де Лаппарана, французского палеонтолога, внёсшего большой вклад в изучение африканских динозавров. Голотип MNHN GDF 366 (предчелюстные кости, верхняя челюсть и нижняя челюсть) и образцы MNHN GDF 365 (предчелюстные кости) и MNHN GDF 357—359, 361 (четыре спинных позвонка) происходят из формации Эльраз (Elrhaz Formation) аптского яруса. Живой динозавр достигал около 10 метров в длину.

## История изучения

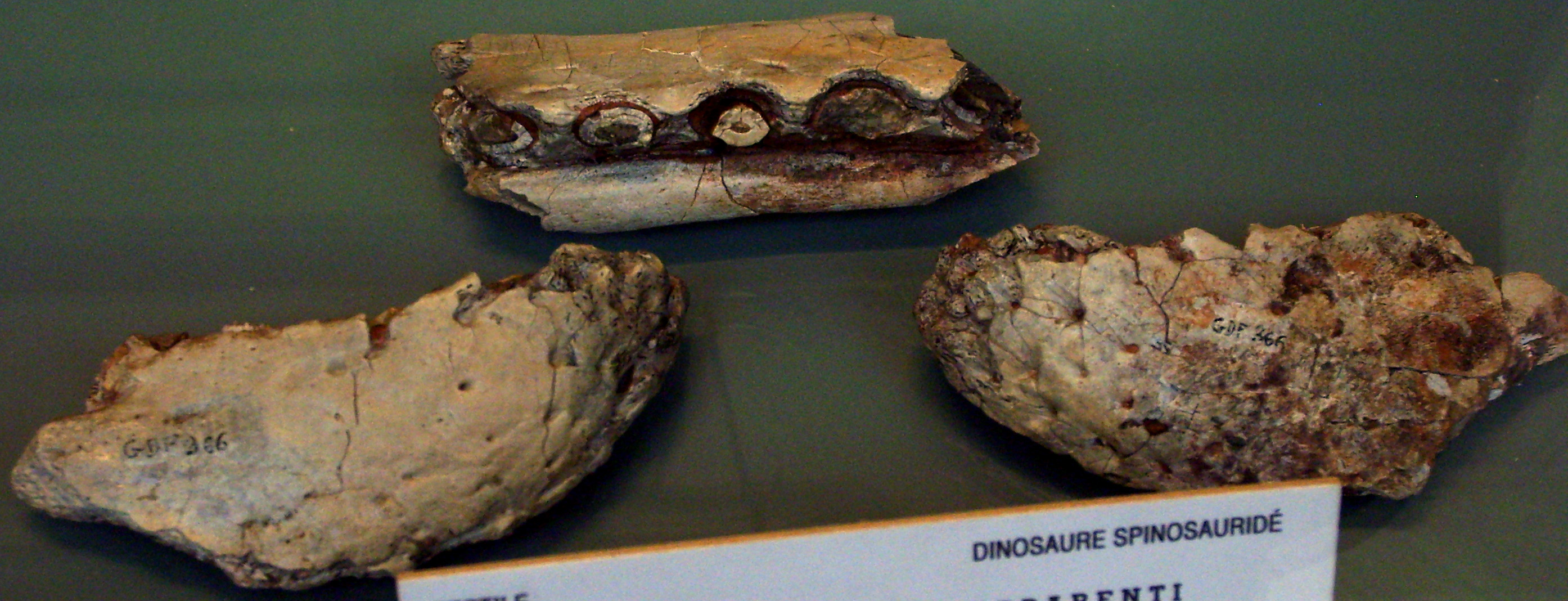
Голотип (MNHN GDF 366), Национальный музей естественной истории (Париж)

Первые окаменелые остатки Cristatusaurus были найдены в 1973 году французским палеонтологом Филиппом Таке в местонахождении Гадуфауа (формация Elrhaz в Нигере). Голотип MNHN GDF 366 состоит из двух премаксилл (крайних передних костей морды), части правой верхнечелюстной кости (основной кости верхней челюсти) и фрагмента нижней челюсти. Было выделено несколько паратипов: MNHN GDF 365 — дистальный фрагмент челюсти с двумя сочленёнными предчелюстными костями; а также MNHN GDF 357, 358, 359 и 361 — четыре спинных позвонка. Две изолированные когтевые фаланги больших пальцев также впоследствии были отнесены к Cristatusaurus. В 1984 году Таке впервые подробно описал образцы предчелюстной кости MNHN GDF 365 и 366, отнеся их к неназванному новому тероподу из семейства спинозаврид из-за общей схожести с премаксиллами из голотипа Spinosaurus aegyptiacus. В то время Таке считал, что эти образцы были частями нижней челюсти животного, поскольку на тот момент не было известно ни одного теропода с более чем пятью зубами на предчелюстной кости (в то время как у Cristatusaurus их было семь). Позже, в 1996 году, бразильские палеонтологи Александер Келлнер и Диоген Кампос (Diogenes Campos) в свете открытий других спинозаврид, сохранивших кончики верхней челюсти с более чем пятью зубами, доказали принадлежность образцов к верхней челюсти.

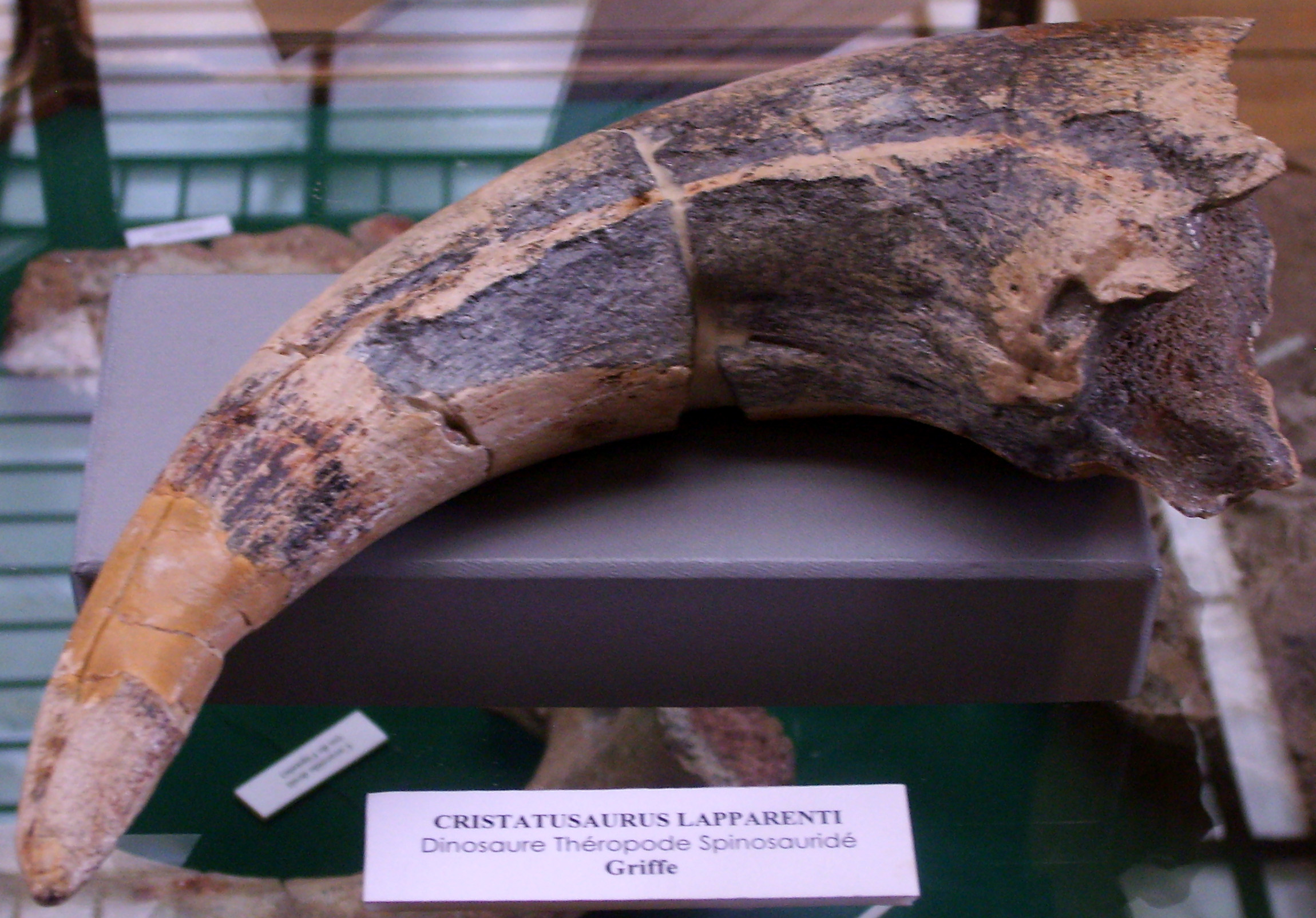
Когтевая фаланга, приписываемая Cristatusaurus, Национальный музей естественной истории (Париж)

В публикации 1986 года британские палеонтологи Алан Чариг и Анджела Милнер сочли, что находки Таке почти неотличимы от элементов челюсти спинозаврида Baryonyx walkeri, описанного ими на основе частичного скелета из барремской формации Уилд-Клэй (Weald Clay) в Великобритании. В 1997 году в дополнении к этой предварительной статье образцы MNHN GDF 365 и 366 были отнесены к неопределённому виду Baryonyx, несмотря на их более молодой геологический возраст. В 1998 году Таке и американский геолог Дейл Рассел описали по этим костям новый род Cristatusaurus, типовым видом которого стал Cristatusaurus lapparenti. Его родовое название происходит от лат. crista, что значает «гребень», и относится к сагиттальному гребню на верхней челюсти. Видовое название дано в честь покойного французского палеонтолога Альбера-Феликса де Лаппарана за его вклад в открытие динозавров в Сахаре. В той же статье несколько окаменелостей черепа и позвонков, обнаруженных на плато Тадемаит в Алжире, были отнесены к новому виду спинозавра под названием S. maroccanus, который был описан и сравнен с Cristatusaurus. S. maroccanus в настоящее время большинством палеонтологов считается либо nomen dubium, либо синонимом S. aegyptiacus. Через два месяца после того, как Таке и Рассел опубликовали свою статью, из формации Elrhaz был описан ещё один род и вид спинозаврид — Suchomimus tenerensis. Описавшие его американский палеонтолог Пол Серено и его коллеги согласились с позицией Чарига и Милнер об отсутствии значимых различий между известными фрагментами черепов Baryonyx и Cristatusaurus, придя к выводу, что последний является nomen dubium. В 2003 году немецкий палеонтолог Oliver Rauhut согласился с этим мнением.
При описании таксона Таке и Рассел обосновывали отделение Cristatusaurus от барионикса «бревиростральным состоянием предчелюстной кости», то есть наличием более короткой морды. Значение этого диагноза было сочтено неясным различными последующими авторами, которые описывали образцы как почти идентичные экземплярам барионикса и Suchomimus. В 2002 году Eric Buffetaut и Mohamed Ouaja поддержали синонимию Cristatusaurus с бариониксом. В том же году Hans-Dieter Sues и его коллеги оценили Cristatusaurus и Suchomimus как младшие синонимы барионикса, указав на отсутствие фактов, указывающих на то, что в формации Elrhaz обитало более одного рода спинозаврид. Более поздние исследования сохранили Suchomimus и Baryonyx как два отдельных валидных рода. Другие исследователи, такие как Бертен Тор в 2010 году и Каррано с коллегами в 2012 году, относили Cristatusaurus к неопределённым барионихинам из-за фрагментарности его остатков.
В 2016 году Кристоф Хендрикс, Octávio Mateus и Buffetaut отметили, что Таке и Рассел могли указывать на «короткомордость» Cristatusaurus из-за того, что неверно интерпретировали углубления в месте сочленения премаксилл и верхних челюстей как ноздри. Поскольку и у Suchomimus, и у барионикса более полно сохранились премаксиллы, в то время как у Cristatusaurus известна только их дистальная часть, Хендрикс и коллеги сочли возможным, что морда Cristatusaurus была такой же длинной, как у барионикса. Таким образом, они согласились с предыдущими авторами в неоднозначности диагноза Таке и Рассела. Хендрикс и его коллеги заявили, что, поскольку Cristatusaurus и Suchomimus почти идентичны и происходят из одной и той же стратиграфической единицы, они почти наверняка являются синонимами. Исследователи обнаружили, что Cristatusaurus и Suchomimus похожи тем, что у них обоих были предчелюстные гребни, одинаковое соотношение размеров альвеол и неглубокие углубления перед ноздрями. Однако, поскольку эти признаки незначительны и могут варьироваться в пределах вида, а также в зависимости от возраста и пола, Хендрикс и его коллеги не выявили никаких однозначных аутапоморфии голотипа Cristatusaurus и, таким образом, рассматривал таксон как nomen dubium до более тщательного изучения его посткраниальных остатков. Учитывая время описания, Cristatusaurus lapparenti имеет приоритет над Suchomimus tenerensis в случае, если названия станут синонимами.
В исследовании, проведённом в 2017 году, Marcos Sales и Cesar Schultz сравнили голотип Cristatusaurus (MNHN GDF 366) с черепом Suchomimus (MNN GDF501). У обоих видов на верхней части предчелюстных костей есть узкий ободок. Однако при виде сбоку у Cristatusaurus выпуклое вторичное нёбо хорошо видно (расположено под предчелюстными зубами), тогда как у Suchomimus оно различимо только через трещины образца. Также было указано на то, что наклонный вверх отросток верхней челюсти Cristatusaurus уже, чем у Suchomimus. Исследователи пришли к выводу, что необходимы дальнейшие исследования, чтобы определить, являются ли эти различия возможными аутапоморфиями между таксонами или же они являются результатом онтогенетических изменений, учитывая, что голотип Cristatusaurus представляет собой молодую особь. Исследование 2021 года отнесло Cristatusaurus к Baryonychinae и отделило от Suchomimus как самостоятельный род, подтвердив его независимость.

## Описание

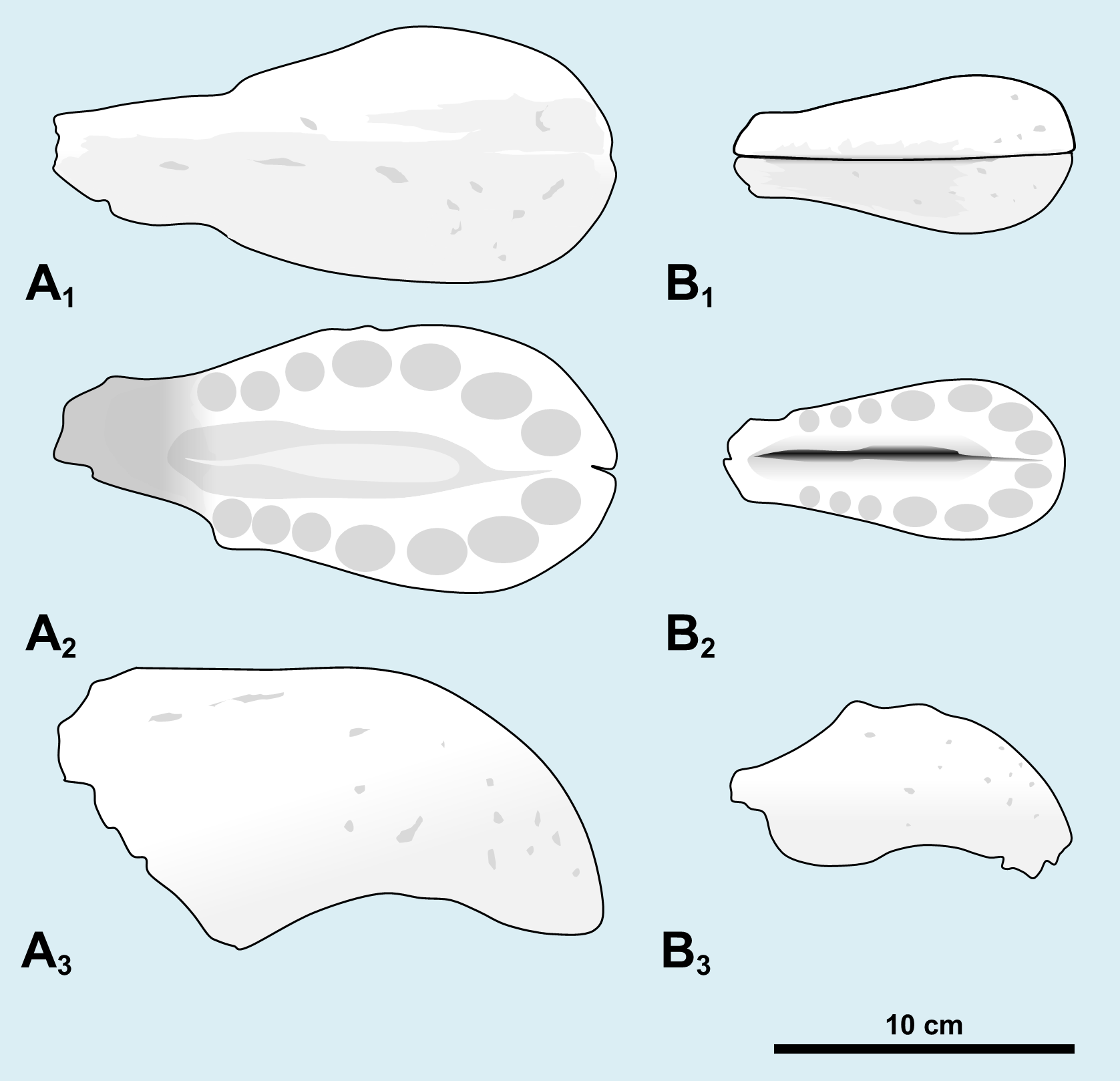
Схема, демонстрирующая разницу между взрослым (A) и ювенильным (B) образцами Cristatusaurus

В 2012 году американский палеонтолог Томас Хольц предварительно оценил длину Cristatusaurus примерно в 10 м, а массу — от 1 до 4 тонн. Длина голотипа (премаксиллы) составляет 115 мм, а высота — 55 мм. Другой известный набор предчелюстных костей (образец MNHN GDF 365) крупнее: 185 мм в длину и 95 мм в высоту. Меньший размер голотипа, более гладкая поверхность и неполное зарастание швов указывают на то, что он принадлежал молодому животному, в то время как MNHN GDF 365, вероятно, умер уже во взрослом возрасте.

Кончик предчелюстной кости Cristatusaurus был коротким и расширенным, а задняя часть сужалась возле стыка с верхней челюстью; такая «розеткообразная» форма морды была характерна для спинозаврид. Передняя часть верхней челюсти была вогнутой снизу и соединялась с соответствующей выпуклостью на нижней челюсти. Тонкий сагиттальный гребень проходил вдоль верхней части предчелюстных костей, что характерно для Baryonyx и Suchomimus и очень заметно у Angaturama (возможный синоним Irritator). Как и у других спинозаврид, у Cristatusaurus внешние ноздри были расположены дальше от конца черепа, чем у других теропод. Два костных отростка тянулись по внутренней стороне верхней челюсти, образуя выпуклую структуру, формирующую вторичное нёбо. Эта анатомическая особенность не встречается у большинства теропод; однако она была распространена среди спинозаврид.

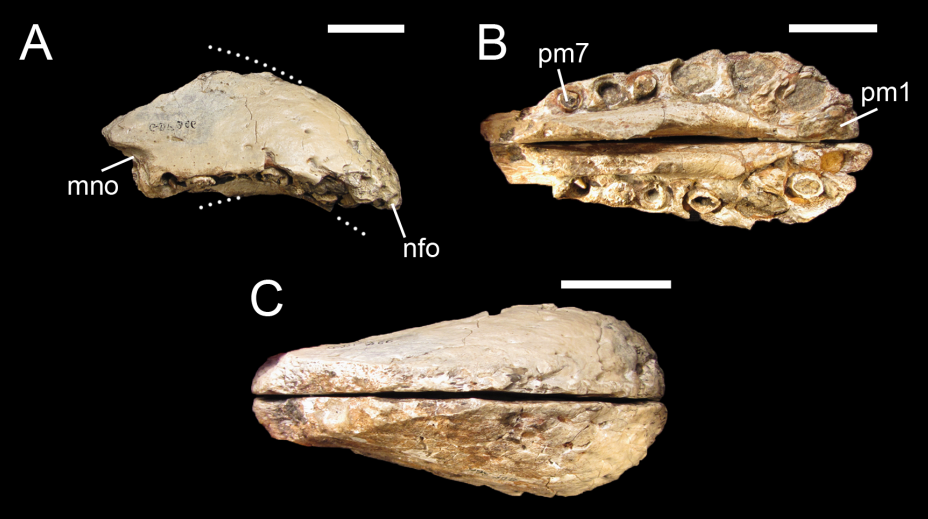
Предчелюстная кость слева (A), снизу (B) и сверху (C).

Альвеолы Cristatusaurus были расположены близко друг к другу; альвеолы верхней челюсти были несколько уплощены с боков, в то время как те, что были расположены в премаксиллах, были более крупными, круглыми в поперечном сечении, причем самые большие были передние альвеолы. Неполные зубные коронки, сохранившиеся в некоторых альвеолах, демонстрируют мелкозазубренные зубы, с канавками (продольными гребнями) на их лингвальной поверхности. Оба образца предчелюстных костей имели по семь альвеол с каждой стороны (столько же, сколько у Suchomimus, Angaturama, Oxalaia и Spinosaurus maroccanus).
Один из спинных позвонков (MNHN GDF 358) имел длину тела 13,5 см, что равно самому большому известному позвонку Spinosaurus maroccanus. Сохранившееся основание одного из остистых отростков Cristatusaurus (MNHN GDF 359) имело толщину 15 мм, в то время как толщина основания остистого отростка аналогичного позвонка спинозавра достигала 25 мм, что то указывает на меньшую высоту спинного гребня Cristatusaurus. Из двух обнаруженных когтевых фаланг, одна была такого же размера, как у Suchomimus и Baryonyx, а другая была примерно на 25—30 % меньше. Кисть, подобно кистям других спинозавров, должна была быть трёхпалой.

## Классификация

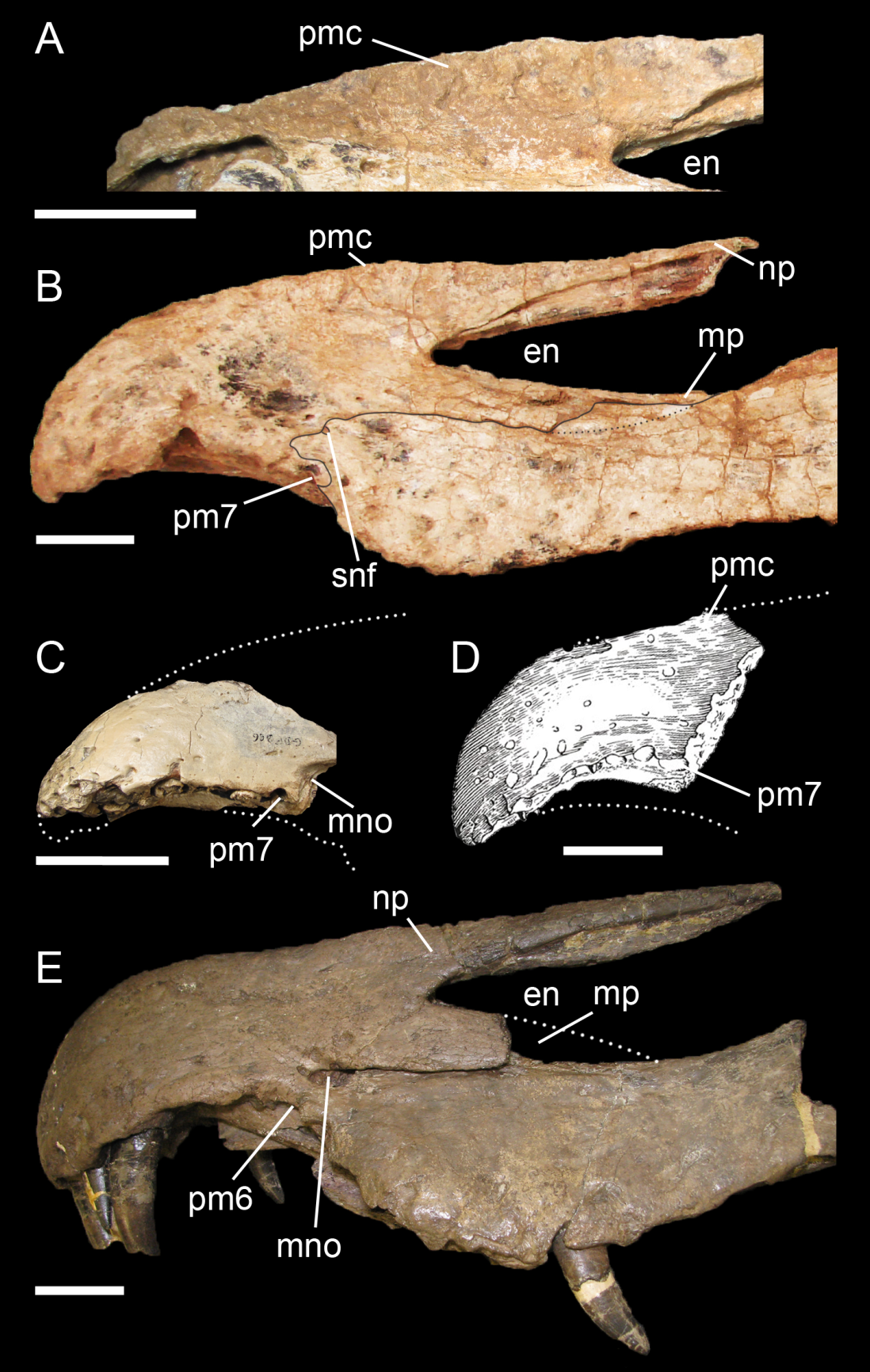
Сравнение дистальных частей верхних челюстей Suchomimus (A, B), Cristatusaurus (C, D) и Baryonyx (E)

Спинозавриды были крупными двуногими хищниками с хорошо развитыми передними конечностями и вытянутыми, похожими на крокодильи, черепами. Таксономическое и филогенетическое родство этой группы является предметом активных исследований и дискуссий, учитывая, что по сравнению с другими группами теропод многие таксоны семейства (включая Cristatusaurus) основаны на фрагментарном ископаемом материале.
Традиционно семейство делится на два подсемейства: Spinosaurinae, в которое входят такие роды, как Irritator, Spinosaurus и Oxalaia; и Baryonychinae, в которое входят Baryonyx и Suchomimus. Cristatusaurus принадлежит к подсемейству Baryonychinae, на что указывают выступающие вперёд наружные ноздри, относительно крупные первые премаксиллярные зубы и меньшее расстояние между альвеолам, чем у Spinosaurinae, а также из-за наличия мелких зазубрин а зубах, отсутствующих у представителей второго подсемейства.
Однако такие авторы, как Sales и Schultz, поставили под сомнение монофилию Baryonychinae, заявив, что южноамериканские спинозавриды Angaturama и Irritator представляет собой промежуточную форму между Baryonychinae и Spinosaurinae, судя по особенностям стоения их черепов и зубов. Их кладограмму можно увидеть ниже:
|  | Angaturama                                              |
|  |                                                         |
|  | \| \| Oxalaia \| \| \| \| \| \| Spinosaurus \| \| \| \| |
|  |                                                         |
|  | Oxalaia                                                 |
|  |                                                         |
|  | Spinosaurus                                             |
|  |                                                         |

|  | Oxalaia     |
|  |             |
|  | Spinosaurus |
|  |             |

|  | Angaturama                                              |
|  |                                                         |
|  | \| \| Oxalaia \| \| \| \| \| \| Spinosaurus \| \| \| \| |
|  |                                                         |
|  | Oxalaia                                                 |
|  |                                                         |
|  | Spinosaurus                                             |
|  |                                                         |

|  | Oxalaia     |
|  |             |
|  | Spinosaurus |
|  |             |

## Палеобиология

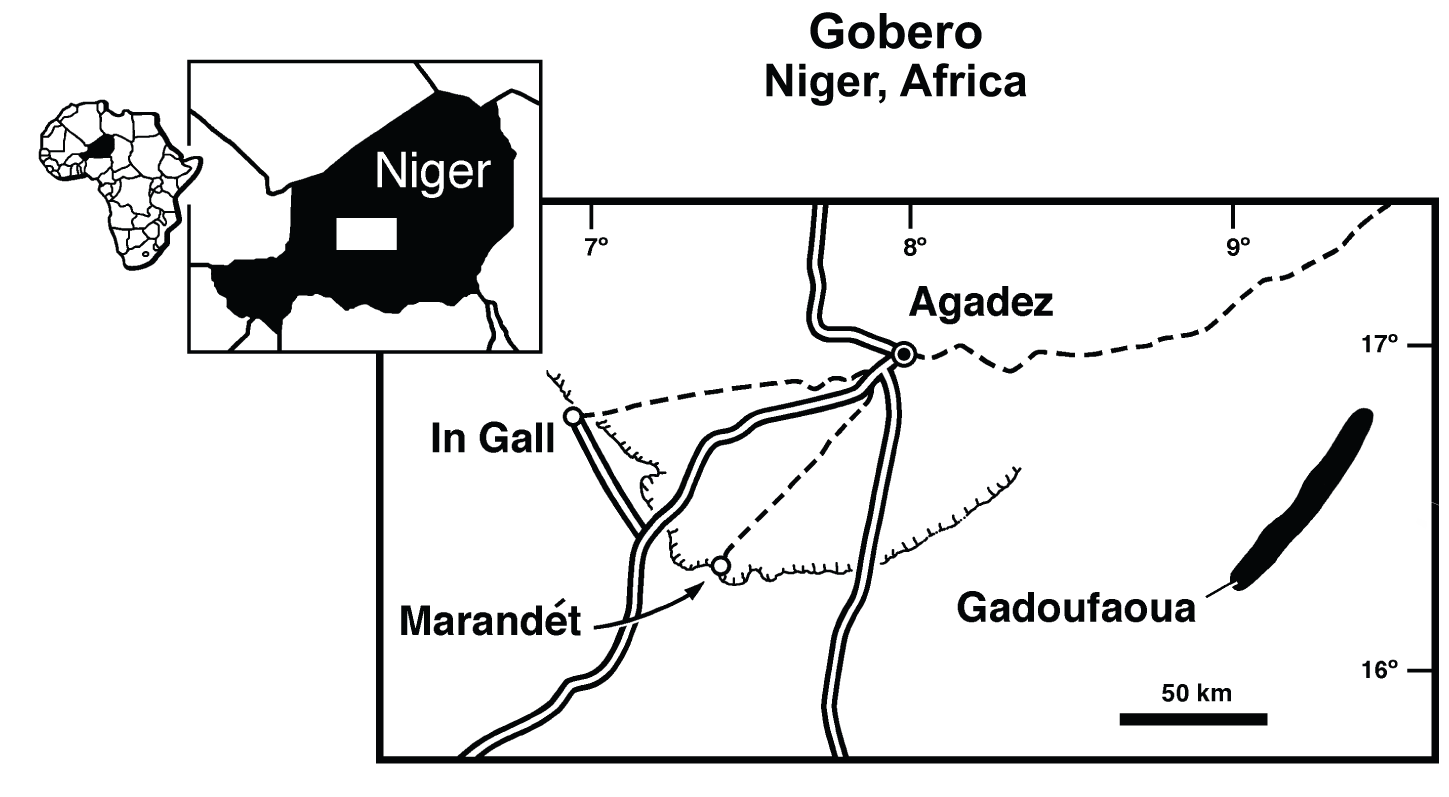
Местонахождение формации Elrhaz (Нигер)

Формация Эльраз, входящая в состав группы Тегама (Tegama Group), состоит в основном из речных низкорельефных песчаников, ныне частично перекрытых песчаными дюнами. Осадочные породы крупно- и среднезернистые, почти без мелкозернистых горизонтов. Cristatusaurus обитал на территории современного Нигера в период с конца аптского до начала альбского этапа раннего мелового периода, 112 миллионов лет назад. Слои осадочных пород этой формации интерпретируются как вязанные с экосистемой с обширными пресноводными поймами и быстрыми реками, с тропическим климатом, в которой, вероятно, случались сезонные засухи.

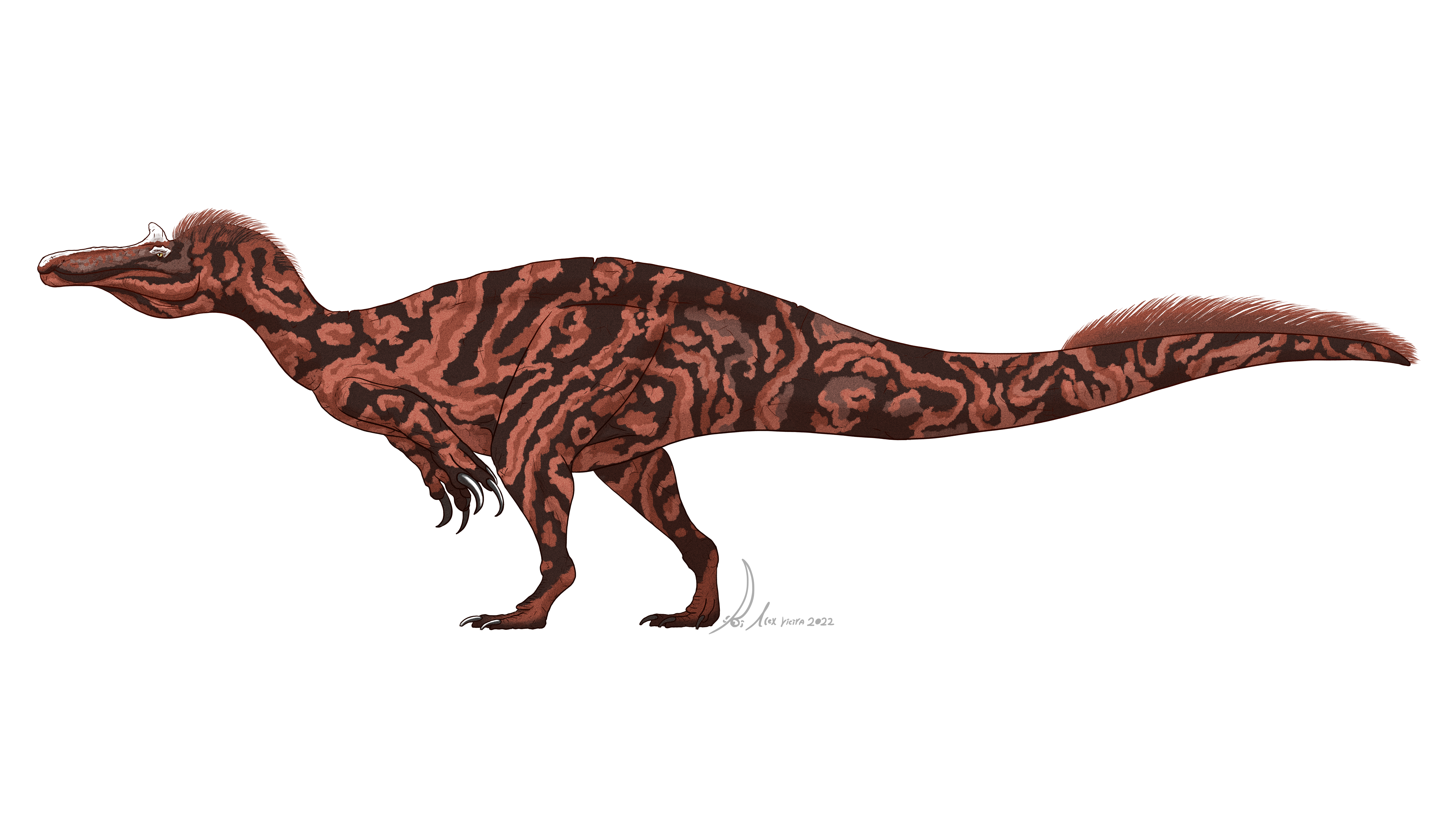
Гипотетическая реконструкция

В этой среде обитало множество видов животных, включая динозавров, птерозавров, черепах, рыб, гибодонтовых акул и пресноводных двустворчатых моллюсков. Помимо Cristatusaurus и Suchomimus, были найдены тероподы, такие как абелизаврид Kryptops, кархародонтозаврид Eocarcharia и ноазаврид Afromimus. Среди растительноядных динозавров региона были игуанодонты, такие как уранозавр, Elrhazosaurus и Lurdusaurus, и два завропода: Nigersaurus и безымянный титанозавр. Крокодиломорфы были многочисленны и представлены гигантским Sarcosuchus, а также мелкими Notosuchia, такими как Anatosuchus, Araripesuchus и Stolokrosuchus. Местная флора, вероятно, состояла в основном из папоротников, хвощей и покрытосеменных.
Полуводный образ жизни был предложен для многих спинозаврид из-за их необычных анатомических особенностей и гистологии костей. Зубы Cristatusaurus, скорее всего, использовались для прокалывания и захвата добычи, а не для разрезания плоти, о чём свидетельствует их почти круглое поперечное сечение и уменьшенные зазубрины. Его зубы в сочетании с волнообразной линией челюстей могли быть эффективны при ловле рыбы. Высоко посаженые ноздри позволяли ему погружать морду под воду глубже, чем большинству теропод, и при этом дышать. Считается, что костное вторичное нёбо укрепляло череп и защищало его от изгибающих нагрузок при питании и ловле добычи. Назначение гигантских загнутых когтей спинозавров до сих пор вызывает споры. Предполагаемые функции варьируются от использования при ловле водной добычи до поедания туш или рытья.